# 13 iunie
ianuarie • februarie • martie  • aprilie  • mai  • iunie  • iulie  • august  • septembrie  • octombrie  • noiembrie  • decembrie
13 iunie este a 164-a zi a calendarului gregorian și ziua a 165-a în anii bisecți. Mai sunt 201 zile până la sfârșitul anului.

## Evenimente
- 1456: A fost menționat pentru prima dată în documentele din Moldova „slugerul", dregător ce avea în grijă aprovizionarea cu alimente a curții domnești.
- 1720: Pacea de la Frederiksborg; Danemarca ia în stăpânire întreg ținutul Schleswig-Holstein.
- 1848: Conferința restrânsă la biserica română din cartierul „Fabric" din Timișoara, la care au participat delegații români veniți aici pentru Congresul bisericesc româno-sârb care nu s-a mai ținut. Adunarea a hotărât completarea „Petiției neamului românesc", recunoscută prin legea din 9/21 mai și înaintarea acesteia parlamentului maghiar.
- 1848: Gheorghe Bibescu, domnul Țării Românești (1842-1848), a abdicat și a plecat la Brașov.
- 1911: Prima reprezentație, la teatrul Chatelet din Paris, a baletului „Petrușka – scene burlești în patru tablouri", de Igor Stravinsky.
- 1930: Al doilea guvern condus de Iuliu Maniu (13 iunie - 8 octombrie 1930); demisia primului guvern Iuliu Maniu (10 noiembrie 1928 - 7 iunie 1930) a fost determinată de refuzul lui Maniu de a accepta instaurarea ca rege a lui Carol al II-lea, care, în 1925, renunțase de bunăvoie la drepturile succesorale.
- 1932: Înființarea Institutului de Biooceanografie din Constanța.
- 1941: În noaptea de 12 spre 13 iunie au fost deportați din Basarabia și Bucovina de Nord în Siberia peste 31.000 de locuitori.
- 1952: Gheorghe Cucu a realizat primul zbor fără motor din țara noastră pe o distanță de 300 km (Cluj-Siliștea-Buzău).
- 1965: În finala Cupei campionilor europeni la volei masculin, desfășurată la Bruxelles, echipa Rapid București cucerește pentru a treia oară Cupa de Cristal, decernată celei mai bune echipe de pe continent.
- 1982: Fahd devine rege al Arabiei Saudite după moartea fratelui său, Khalid.
- 1990: Începutul represiunii violente a ceea ce s-a numit „Fenomenul Piața Universității", începutul celei de-a treia mineriade din anul 1990, cea mai sângeroasă dintre toate.
- 2000: A avut loc prima întâlnire dintre președintele nord-coreean, Kim Jong-il, și Kim Dae-jung, omologul său din Coreea de Sud.
- 2004: Un meteorit de 4 kg lovește o locuință din Noua Zeelandă.
- 2025: Războiul Israel – Iran: Israelul efectuează atacuri aeriene împotriva instalațiilor nucleare ale Iranului, ucigând comandanți militari, inclusiv pe Hossein Salami, comandant-șef al Corpului Gardienilor Revoluției Islamice; Iranul ripostează.[1][2]

## Nașteri

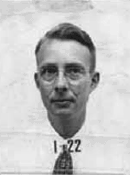
Luis Alvarez (n. 1911)

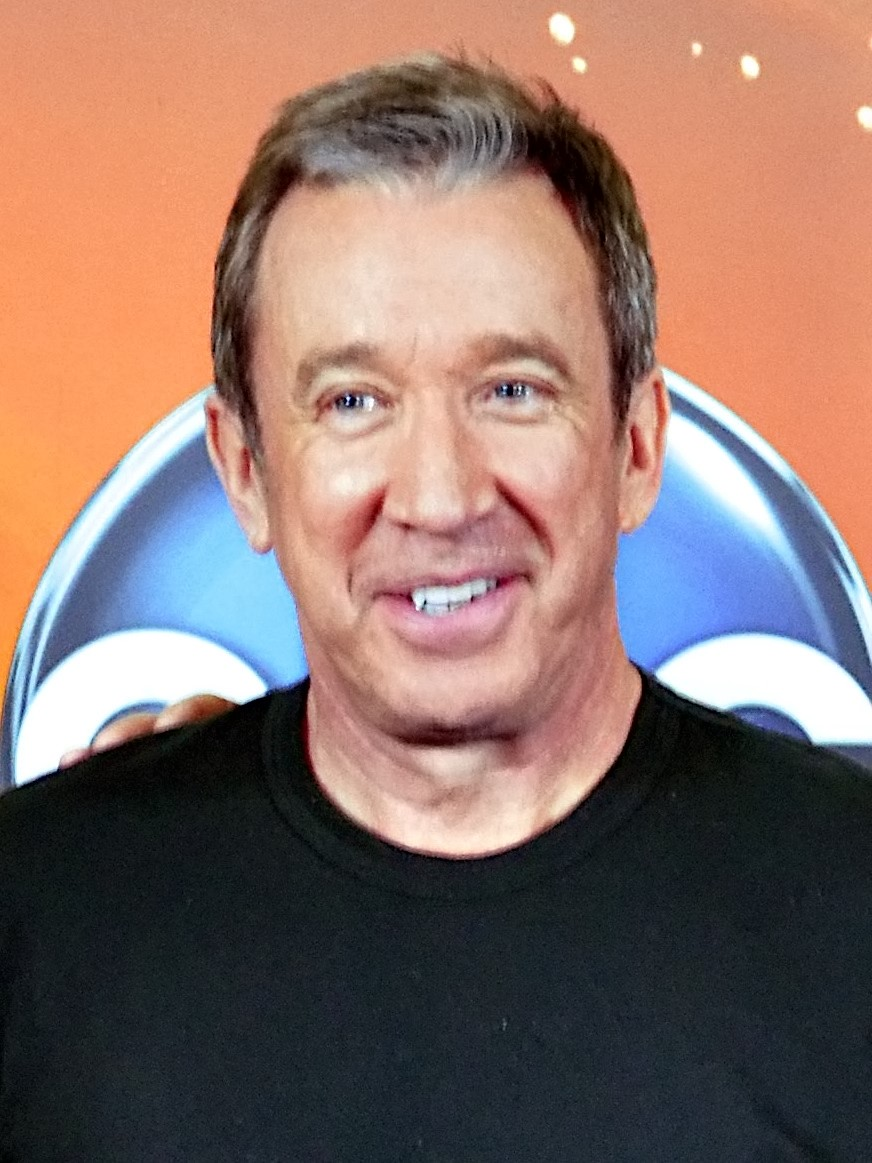
Tim Allen (n. 1953)

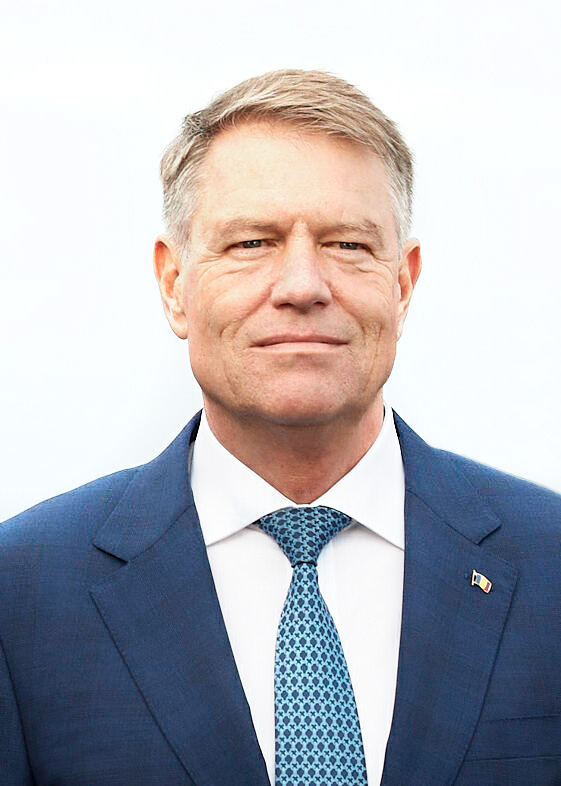
Klaus Iohannis (n. 1959)

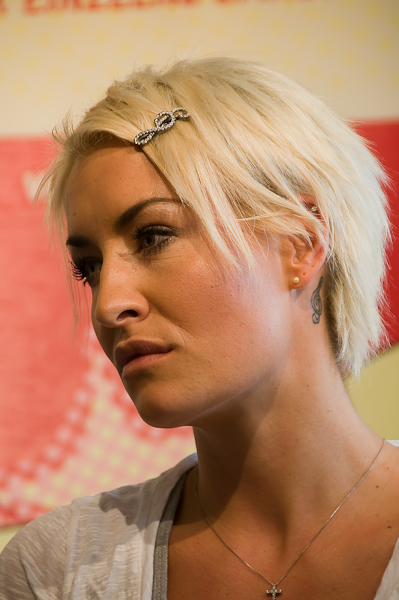
Sarah Connor (n. 1980)

- 0823: Carol cel Pleșuv, rege al Franței (d. 877)
- 1555: Giovanni Antonio Magini, astronom, astrolog, cartograf și matematician italian (d. 1617)
- 1732: Martha Washington, cea dintâi „Primă doamnă” a Statelor Unite ale Americii (d. 1802)
- 1790: José Antonio Páez, general și om politic, președintele Venezuelei (d. 1873)
- 1831: James Clerk Maxwell, fizician și chimist britanic (d. 1879)
- 1821: Albert de Broglie, istoric, publicist și prim-ministru francez (d. 1901)
- 1828: Jules-Élie Delaunay, pcitor francez (d. 1891)
- 1833: Ioan Micu Moldovan, academician român (d. 1915)
- 1854: Jenny Nyström, pictoriță suedeză (d. 1946)
- 1865: William Butler Yeats, poet irlandez, laureat al Premiului Nobel (d. 1939)
- 1866: Aurélia de Souza, pictoriță portugheză (d. 1922)
- 1870: Alexandru Bogdan-Pitești, poet, eseist, critic de artă și colecționar de artă român (d. 1922)
- 1870: Jules Bordet, medic belgian, laureat al Premiului Nobel (d. 1961)
- 1874: Leopoldo Lugones, poet și eseist argentinian (d. 1938)
- 1883: Ioan I. Mironescu, scriitor român (d. 1939)
- 1884: Étienne Gilson, filosof francez (d. 1978)
- 1885: Elisabeth Schumann, soprană germană (d. 1952)
- 1888: Fernando Pessoa, poet și scriitor portughez (d. 1935)
- 1893: Dorothy L. Sayers, scriitor și traducător britanic (d. 1957)
- 1897: Paavo Nurmi, atlet finlandez (d. 1973)
- 1899: Carlos Chávez, compozitor mexican (d. 1978)
- 1908: Maria Helena Vieira da Silva, pictoriță portugheză (d. 1992)
- 1909: Eugen A. Pora, zoolog, ecofiziolog și oceanograf român, membru al Academiei Române (d. 1981)
- 1910: Gonzalo Torrente Ballester, scriitor spaniol, laureat al Premiului Cervantes (d. 1999)
- 1911: Luis Walter Alvarez, fizician american, laureat al Premiului Nobel (d. 1988)
- 1912: Hector de Saint-Denys Garneau, poet și eseist canadian (d. 1943)
- 1928: John Forbes Nash Jr., matematician american, laureat al Premiului Nobel (d. 2015)
- 1935: Samak Sundaravej, prim-ministru thailandez (d. 2009)
- 1937: Raj Reddy, informatician indian-american
- 1939: Siegfried Fischbacher, actor german (Siegfried und Roy) (d. 2021)
- 1940: Mircea Ciobanu, poet român (d. 1996)
- 1943: Malcolm McDowell, actor britanic
- 1944: Ban Ki-moon, diplomat și politician sud-corean, secretar general al Națiunilor Unite
- 1951: Stellan Skarsgård, actor suedez
- 1953: Tim Allen, actor american
- 1953: Ovidiu-Cristian-Dan Marciu, politician român
- 1959: Boiko Borisov, politician bulgar, prim-ministru al Bulgariei în perioadele 2009-2013, 2014-ian. 2017, mai 2017-2021
- 1959: Klaus Iohannis (n. Klaus Werner Iohannis), politician român de etnie germană, al 5-lea președinte al României
- 1963: Iurie Florea, dirijor al Operei Naționale din București
- 1969: Mugur Mateescu, atlet român
- 1970: Julián Gil, actor argentinian
- 1974: Dušan Petković, fotbalist sârb
- 1975: Oana-Consuela Florea, politiciană română
- 1977: Dragoș Bucur, actor român
- 1980: Sarah Connor, cântăreață germană
- 1980: Florent Malouda, fotbalist francez
- 1980: Markus Winkelhock, pilot de formula 1 german
- 1981: Chris Evans, actor american
- 1983: Rebeca Linares, actriță porno spaniolă
- 1984: Kaori Ichō, sportivă (lupte libere) japoneză
- 1985: Ida Alstad, handbalistă norvegiană
- 1986: Keisuke Honda, fotbalist japonez
- 1986: Ashley Olsen, actriță americană, sora geamănă a lui Mary-Kate Olsen
- 1986: Mary-Kate Olsen, actriță americană, sora geamănă a lui Ashley Olsen
- 1986: Måns Zelmerlöw, cântăreț suedez
- 1988: Bianca Pascu, scrimeră română
- 1989: Maxim Potîrniche, fotbalist moldovean
- 1990: Aaron Taylor-Johnson, actor englez

## Decese
- 1909: Gheorghe I. Lahovary, inginer, scriitor român (n. 1838)
- 1918: Marele Duce Mihail Alexandrovici al Rusiei (n. 1878)
- 1948: Dazai Osamu, scriitor japonez (n. 1909)
- 1965: Martin Buber, filosof austriac (n. 1878)
- 1972: Nicolae Tăutu, poet român (n. 1920)
- 1977: Lazăr Iliescu, traducător român (n. 1887)
- 1979: Anatoli V. Kuznetov, scriitor și disident politic (n. 1929)
- 1980: Nicolae Mărgineanu, profesor de psihologie (n. 1905)
- 1986: Benjamin David Goodman — „Benny” — instrumentist și orchestrator de jazz, personalitate a epocii swing (n. 1909)
- 1994: Nadia Gray, actriță română (n. 1923)
- 2002: Gheorghe Bulgăr, filolog și istoric literar român (n. 1920)
- 2002: Horia Sebastian Stanca, cronicar dramatic, memorialist, traducător român (n. 1909)
- 2012: William Standish Knowles, chimist american, laureat Nobel (n. 1917)
- 2019: Edith González, actriță mexicană (n. 1964)
- 2019: Joyce Pensato, pictoriță americană (n. 1941)
- 2021: Ned Beatty, actor american de film (n. 1937)
- 2023: Cormac McCarthy, autor de romane american (n. 1933)

## Sărbători
- Sf. Mc. Achilina din Țara Sfântă; Sf. Ierarh Trifilie (Calendar ortodox)
- Sfântul Anton de Padova (calendar romano-catolic)

1. ↑  „Israel targets Iran's nuclear sites, killing military commanders and scientists in major attack”. BBC News. BBC. 13 iunie 2025. Accesat în 13 iunie 2025.
2. ↑  Fassihi, Farnaz; Nauman, Qasim; Boxerman, Aaron; Kingsley, Patrick; Bergman, Ronen (13 iunie 2025). „Israel Strikes Iran's Nuclear Program, Killing Top Military Officials: Live Updates”. The New York Times (în engleză). ISSN 0362-4331. Accesat în 13 iunie 2025.